# Monts Taurus
Les monts Taurus (en turc Toros Dağları, en grec ancien ὄρη Ταύρου), ou simplement les Taurus, en turc Toroslar, sont une chaîne de montagnes de Turquie, formant la bordure sud-est du plateau de l'Anatolie et culminant à 3 756 mètres au Demirkazık.

## Géographie
La chaîne des monts Taurus s'étend en courbe du lac d'Eğirdir à l'ouest aux sources de l'Euphrate à l'est. Elle fait 600 km de longueur et culmine à 3 756 m. De nombreux sommets y ont entre 3 000 et 3 700 m d'altitude.
Il s'agit d'une chaîne calcaire, qui s'est érodée pour former des paysages karstiques avec des chutes d'eau, des rivières souterraines et les plus grandes grottes d'Asie.
La chaîne des monts Taurus est divisée en trois parties, d'ouest en est :
- le Taurus occidental (Batı Toroslar), avec l'Akdağ (ou Anti-Taurus), les monts Bey, le mont Katrancık, le mont Geyik ;
- le Taurus central (Orta Toroslar), avec les monts Akçalı, les monts Bolkar, l'Aladağlar, le mont Tahtalı ;
- le Taurus du sud-est (Güneydoğu Toroslar), avec les monts Nur, les monts Malatya, les monts Maden, les monts Genç et les monts Bitlis.

Le col connu dans l’Antiquité sous le nom de Portes de Cilicie se trouve dans la chaîne, au nord de la ville de Tarse.

## Histoire

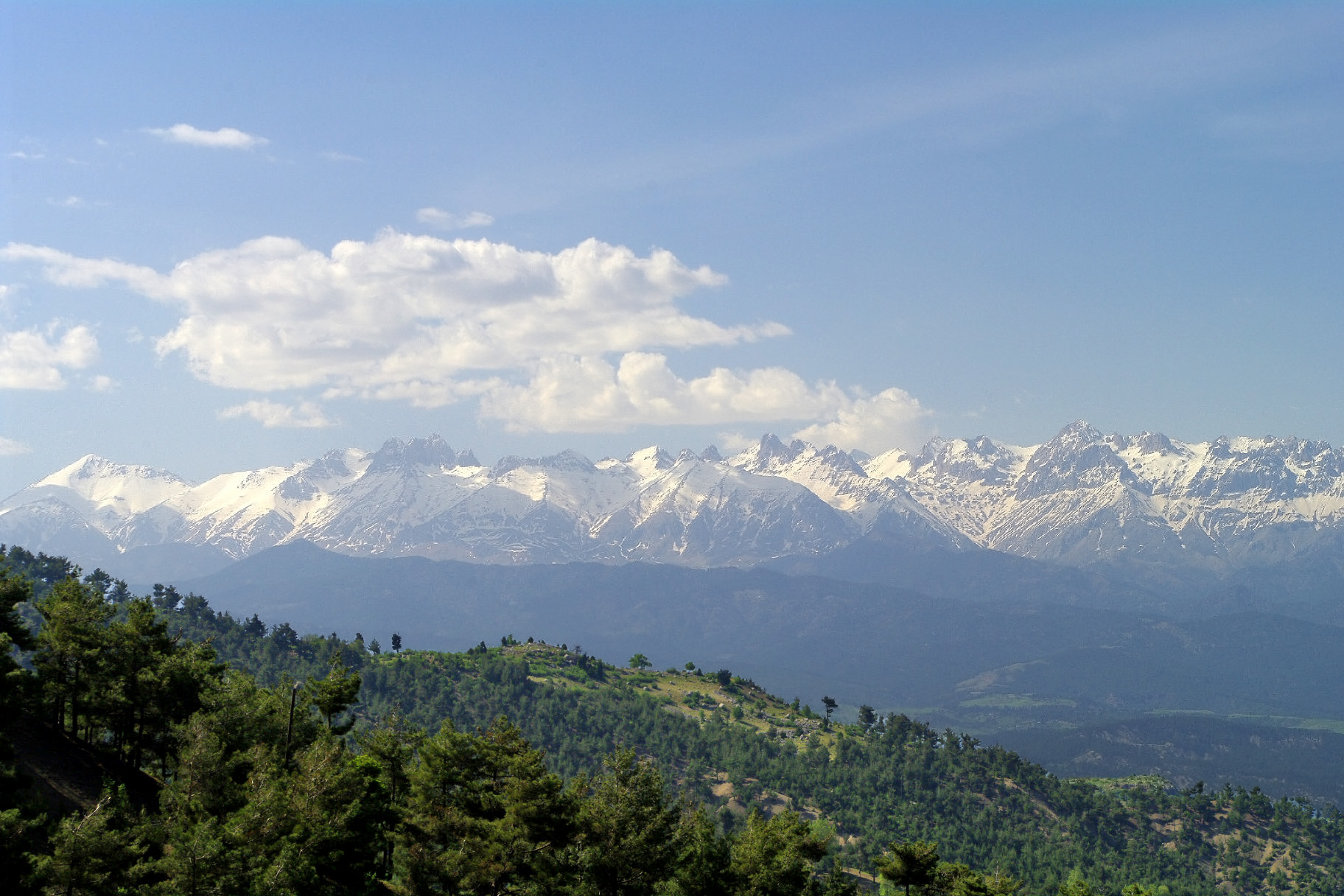
Vue des monts Aladağlar depuis la région d'Adana.

Au Proche-Orient ancien, le taureau était généralement le symbole des dieux de l’orage, d’où le nom de ces montagnes. En effet, les orages torrentiels de ces montagnes étaient considérés par les anciens Syriens comme l’œuvre du dieu de l’orage, Adad, pour faire gonfler et déborder le Tigre et l’Euphrate afin de fertiliser le pays. Nombre de temples dédiés au dieu de l’orage se trouvaient dans ces montagnes. Les Hourrites, qui sont probablement à l’origine des divers dieux de l’orage du Proche-Orient ancien, étaient un peuple dont les érudits contemporains[Qui ?] voient l’origine la plus probable dans les monts Taurus[réf. nécessaire].
À Kestel se trouve un site archéologique de l’âge du bronze où l’on trouve des traces de mines d’étain.
Durant le Moyen Âge, les monts du Taurus offrirent une barrière naturelle que l'Empire byzantin exploita à plusieurs reprises pour se protéger des incursions musulmanes provenant de Syrie[réf. nécessaire].
Durant la Première Guerre mondiale, le chemins de fer germano-turc traversant les monts Taurus constitua un objectif stratégique des Alliés face à l’Empire ottoman. La région elle-même fut traitée comme tel lors de l’armistice qui mit fin aux hostilités.

## Art
Le séjour en Turquie du peintre Leonid Frechkop lui a inspiré une suite d'œuvres représentant les monts Taurus.
Ils sont également évoqués, au singulier toutefois, dans le poème en prose Le pain dans Le Parti pris des choses, de Francis Ponge dans la phrase : « La surface du pain est merveilleuse d'abord à cause de cette impression quasi panoramique qu'elle donne : comme si l'on avait à sa disposition sous la main les Alpes, le Taurus ou la Cordillère des Andes. »